# كيفن تورنر
كيفن تورنر (بالإنجليزية: Kevin Turner)‏ هو لاعب كرة قدم أمريكية أمريكي، ولد في 5 فبراير 1958 في فريمونت في الولايات المتحدة.

## وصلات خارجية
- كيفن تورنر على موقع مرجع كرة القدم المحترفة.كوم (الإنجليزية)